# Зімоне Томашинскі
Зімоне Томашинскі (нім. Simone Thomaschinski, 4 квітня 1970) — німецька хокеїстка на траві.
Срібна призерка Олімпійських Ігор 1992 року, учасниця 1996 року.
Бронзова призерка Чемпіонату Європи 1995 року.
Бронзова призерка Трофею чемпіонів 1993 року.